# Nipponochalcidia kajimurai
Nipponochalcidia kajimurai är en stekelart som först beskrevs av Akinobu Habu 1960.  Nipponochalcidia kajimurai ingår i släktet Nipponochalcidia och familjen bredlårsteklar. Inga underarter finns listade i Catalogue of Life.